# Vladimir Arzamaskov
Vladimir Ivanovich Arzamaskov (cirílico:Владимир Иванович  Арзамасков) (Volgogrado, 7 de abril de 1951 - agosto de 1986) foi um basquetebolista russo que integrou a Seleção Soviética que conquistou a Medalha de Bronze disputada nos XXI Jogos Olímpicos de Verão realizados em 1976 na cidade de Montreal.